# Cenacolo de Sogliani
Le Cenacolo de Sogliani  désigne  la fresque peinte par Giovanni Antonio Sogliani en 1536, dans la salle du grand réfectoire de l'ancien  couvent  San Marco des moines dominicains de Florence.

## Description
Ce n'est pas à proprement parler  une Cène au sens iconographique, le dernier repas pris par Jésus avec ses apôtres, mais la représentation des frères dominicains de l'ordre de ce couvent rassemblés à la table du réfectoire autour du fondateur de l'ordre saint Dominique de Guzman dite « Vision de saint Dominique ».
Une Crucifixion surmonte la scène jusqu'en haut de la lunette architecturale.
La typologie architectonique du genre Cène est respectée incluant la représentation dans la perspective du lieu, le grand réfectoire du couvent.